# Casa de las Calderas
La Casa de las Calderas (en portugués: Casa das Caldeiras) es un edificio situado en el barrio de Água Branca, en la zona oeste de la ciudad de São Paulo y es considerado patrimonio históricos de la ciudad. 
Fue construida junto con el resto de los edificios de las Indústrias Reunidas Francesco Matarazzo en la década de 1920. Su función era generar energía para todo el complejo industrial Matarazzo, propiedad de Francesco Matarazzo, considerado el mayor de América Latina entre las décadas de 1930 y 1940. Fue declarado como patrimonio histórico en 1986 por el CONDEPHAAT. Tras el cierre de las fábricas, el edificio se transformó en un centro cultural y hoy acoge diversos eventos culturales y sociales con su espacio dedicado íntegramente a la cultura y el arte, convirtiéndose en un Centro Cultural de Producciones Independientes. Además de su relación con la historia industrial de la ciudad, la Casa das Caldeiras está marcada por su arquitectura y fachada de mampostería y ladrillos, aspecto característico de las fábricas de la época, así como por las tres grandes chimeneas de más de 30 metros de altura que se han convertido en un símbolo del lugar.
Fue restaurado y revitalizado en 1999.